# Adolphe Samuel
Adolphe Abraham Samuel (Luik, 11 juli 1824 – Gent, 11 september 1898) was een Belgisch muziekcriticus, dirigent, muziekpedagoog en componist.

## Levensloop
Hij van zoon van Zaduck Samuel en Magdeleine Benedict. Hijzelf trouwde in 1859 met Barbe Berthe Emanuel. Zoon Eugène Samuel-Holeman werd eveneens musicus.
Samuel werd al op vroege leeftijd door zijn familie (zijn vader overleed in 1833) aangemoedigd om zich met creatieve bezigheden bezig te houden, zoals tekenles en muziekleer. Hij kreeg al op jonge leeftijd les van zijn zuster Caroline, gevolgd door een korte opleiding aan het Luiks Conservatorium van Etienne Soubre en Auguste Franck (1831-1834). In 1838 verhuisde de familie naar Brussel, waar Adolphe in het oog viel van François-Joseph Fétis. Dankzij Fétis kon Samuel in leer gaan aan het Conservatorium van Brussel. Hij kreeg er les van Jean-Baptiste Michelot, Charles Bosselet, Christian Friedrich Girschner en Fétis zelf.
In 1845 won Samuel de Prix de Rome met zijn cantate La Vendetta. Met de beurs die de winnaars van deze prijs kregen ging hij op studiereis door Duitsland, Oostenrijk en Italië, waar hij studeerde bij Mendelssohn en Meyerbeer. Na deze onderneming keerde hij in 1848 terug naar Brussel, waar zijn composities veel succes kenden. In 1853 recenseerde Samuel de première van Hector Berlioz’ Bencenuto Cellini en een jaar later droeg hij zijn opéra-comique L’heure de la retraite op aan deze componist. Uit deze contacten bloeiden een vriendschap tussen beiden uit die nog menig jaren zou duren totdat hun tegengestelde meningen over het oeuvre van Wagner een wig dreef tussen beiden.
In 1856 schreef hij zijn cantate L’union fait la force om de 25ste verjaardag van de kroning van Leopold I te herdenken en in 1859 was hij verantwoordelijk voor de cantate voor de inhuldiging van de Congreskolom te Brussel. Voor deze opdracht kreeg hij de titel Ridder in de Leopoldsorde.
Sinds 1841 was Samuel actief als muziekpedagoog aan het Conservatorium van Brussel. In 1860 werd hij er benoemd tot docent in de praktische harmonie. In 1871 schopte hij het ondanks protesten tot directeur van het Conservatorium van Gent met onderdirecteur Karel Miry. Daarnaast was hij muziekjournalist en –criticus  bij Le Télégraphe, National, La Civilisation, L’Echo de Bruxelles, L’indépendance belge, La Revue trimesterielle, L’Art universel en La Flandre libérale.
In 1865 richtte Samuel de Brusselse Concerts Populaires op, naar voorbeeld van de gelijknamige concerten van Jules Pasdeloup te Parijs. Hiermee wilde hij klassieke muziek toegankelijk voor iedereen maken en het muzikale en intellectuele niveau van het Brusselse volk bevorderen.
In 1895 liet de voormalig joodse Samuel zich samen met zijn vrouw dopen tot christen. Hij overleed te Gent op 1 september 1898. Naar wens van de componist werd zijn mis in re klein opgevoerd tijdens zijn begrafenis. Hij werd begraven op de Gemeentelijke Begraafplaats Gentbrugge.

## Oeuvre
Samuel componeerde opera’s, zeven symfonieën, religieuze muziek en vocale werken. Zijn symfonieën geven blijk van een invloed van Berlioz. Zijn laatste symfonie draagt de titel Christus en is geschreven na zijn bekering tot het katholicisme.
- Bibliothèque nationale de France: cb14845957k (data)
- Digitale Bibliotheek voor de Nederlandse Letteren: samu009
- Gemeinsame Normdatei: 11677939X
- International Standard Name Identifier: 0000 0000 8079 7849
- Library of Congress Control Number: no92015729
- MusicBrainz: 96901321-4c5b-45b0-bba6-9d187c80ee77
- Nationale Bibliotheek van Tsjechië: mzk2010593665
- Nederlandse Thesaurus van Auteursnamen: 146072979
- SNAC: w6g16v6t
- Système universitaire de documentation: 161966381
- Virtual International Authority File: 278819
- WorldCat: E39PBJp9tyhRH7QJrhKChRBF8C